# 7P/Pons-Winnecke
7P/Pons–Winnecke, komet Jupiterove obitelji, objekt blizak Zemlji.